# Орден Лакандула
Орден Лакандула — государственная награда Филиппин.

## История
Орден Лакандула был учрежден указом № 236 от 19 сентября 2003 года и посвящён королю королевства Тондо Лакан Дулу, который вёл ожесточённую борьбу против испанских конкистадоров.
В 2004 году президент Филиппин Глория Макапагал-Арройо издала дополнительный указ № 540, которым учредила седьмой класс ордена Лакандула — Чемпиона Жизни. Первым получателем этого класса стал боксёр Мэнни Пакьяо.

## Статут
Орден Лакандула предназначен для награждения граждан страны и иностранцев за политические и гражданские заслуги, за сохранение и защиту демократического образа жизни и территориальной целостности Республики Филиппины, за укрепление взаимопонимания, культурного обмена, справедливости и отношений между людьми.
Орден вручается Президентом Филиппин.

## Степени
Орден Лакандула имеет семь классов:
- Орденская цепь — высший класс ордена вручается гражданам за особые заслуги в деле сохранения и защиты демократического образа жизни и территориальной целостности Республики Филиппины, а также возлагается на действующих или бывших глав государств.
- Кавалер Большого креста — инсигнии класса включают знак ордена на чрезплечной ленте и звезду
- Гранд-офицер — инсигнии класса включают знак ордена на шейной ленте и звезду
- Командор — знак ордена на шейной ленте
- Офицер — знак ордена на нагрудной ленте с розеткой
- Кавалер — знак ордена на нагрудной ленте
- Чемпион жизни

| Орденские планки | Орденские планки | Орденские планки | Орденские планки | Орденские планки        | Орденские планки |
| ---------------- | ---------------- | ---------------- | ---------------- | ----------------------- | ---------------- |
| Кавалер          | Офицер           | Командор         | Гранд-офицер     | Кавалер Большого креста | Кавалер цепи     |

## Описание
Знак ордена представляет собой золотую восьмиконечную звезду, лучи которой представляют собой растительный орнамент. Между лучами звезды растительные штралы зелёной, синей и белой эмали. В центре знака круглый медальон синей эмали с белыми надписями.
Звезда ордена аналогична знаку, но большего размера.